# Farkashely
Farkashely (1899-ig Vlcskován, szlovákul Vlčkovany) Farkashelyvidovány község része, 1954 előtt  önálló község  Szlovákiában a Nagyszombati kerületben a Szakolcai járásban.

## Fekvése
Szakolcától 12 km-re délre fekszik.

## Története
1393-ban Volcsfalva néven említik először, Holics várának tartozéka volt. Nevét a közelében fekvő Vlč-völgyről (azaz Farkas-völgyről) kapta. Közelében a falutól délre emelkedő Zámčiska-hegyen már a kelták korában kisebb vár állt, mely azonban még a 14. század előtt elpusztult. 1828-ban Farkashely 67 házában  468 lakos élt.
Vályi András szerint ""' VLKOVÁN, v. Vluskován. Tót falu Nyitra Várm. fekszik Radosócznak szomszédságában, és annak filiája; határja középszerű, fája van mind a’ kétféle, és réttye is.'
Fényes Elek szerint " Vleszkován, Nyitra m. tót f. Radosóczhoz 3 fertály. 395 kath., 4 evang., 20 zsidó lak. F. u. ő cs. kir. felsége. Ut. p. Holics."
A trianoni békeszerződésig Nyitra vármegye Szakolcai járásához tartozott. 1954-ben a szomszédos Vidovány faluval egyesítették.

## Népessége
1910-ben 502, túlnyomórészt szlovák lakosa volt.
2001-ben az egyesített községnek 666 lakosából 658 szlovák volt.

## Nevezetességei
- Szent Zsófia tiszteletére szentelt római katolikus temploma 1866 és 1868 között épült. Belső festése 1905-ben készült.

## Külső hivatkozások
- Farkashelyvidovány hivatalos oldala
- Községinfó
- Farkashely Szlovákia térképén